# Parafia Wszystkich Świętych w Babicach
Parafia Wszystkich Świętych w Babicach – parafia rzymskokatolicka w Babicach należąca do dekanatu Babice archidiecezji krakowskiej. 